# Albo d'oro della Coppa del Mondo di snowboard
L'Albo d'oro della Coppa del Mondo di snowboard riporta i vincitori delle Coppa del Mondo generali e di quelle specialità, nell'ambito della Coppa del Mondo di snowboard. 
I trofei che sono o furono assegnati dalla Federazione Internazionale Sci durante le edizioni della manifestazione sono:
- la Coppa del Mondo generale di snowboard, assegnata dalla stagione 1995/1996 alla 2010/2011
- la Coppa del Mondo di parallelo, assegnata a partire dalla stagione 1994/1995
- la Coppa del Mondo generale di freestyle, assegnata a partire dalla stagione 2010/2011
- la Coppa del Mondo di slalom parallelo, assegnata a partire dalla stagione 2000/2001
- la Coppa del Mondo di slalom gigante parallelo, assegnata a partire dalla stagione 1999/2000
- la Coppa del Mondo di snowboard cross, assegnata a partire dalla stagione 1996/1997
- la Coppa del Mondo di halfpipe, assegnata a partire dalla stagione 1994/1995
- la Coppa del Mondo di slopestyle, assegnata a partire dalla stagione 2011/2012
- la Coppa del Mondo di big air, assegnata a partire dalla stagione 2001/2002
- la Coppa del Mondo di slalom gigante, assegnata dalla stagione 1994/1995 alla stagione 2001/2002
- la Coppa del Mondo di slalom, assegnata dalla stagione 1994/1995 alla stagione 1998/1999

## Uomini
| Anno | Generale               | Generale parallelo     | Generale freestyle   | Slalom parallelo       | Slalom gigante parallelo | Snowboard cross         | Halfpipe                | Slopestyle        | Big air                      | Slalom gigante    | Slalom             |
| ---- | ---------------------- | ---------------------- | -------------------- | ---------------------- | ------------------------ | ----------------------- | ----------------------- | ----------------- | ---------------------------- | ----------------- | ------------------ |
| 2025 | -                      | Maurizio Bormolini     | Taiga Hasegawa       | Arvid Auner            | Maurizio Bormolini       | Éliot Grondin           | Ruka Hirano (3)         | Cameron Spalding  | Taiga Hasegawa               | -                 | -                  |
| 2024 | -                      | Benjamin Karl (4)      | Valentino Guseli (2) | Lee Sang-ho            | Benjamin Karl            | Éliot Grondin           | Ruka Hirano             | Liam Brearley     | Kira Kimura                  | -                 | -                  |
| 2023 | -                      | Fabian Obmann          | Valentino Guseli     | Fabian Obmann          | Roland Fischnaller (3)   | Martin Nörl (2)         | Ruka Hirano             | Dusty Henricksen  | Valentino Guseli             | -                 | -                  |
| 2022 | -                      | Lee Sang-ho            | Mons Røisland        | Andreas Prommegger (2) | Stefan Baumeister        | Martin Nörl             | Ayumu Hirano            | Tiarn Collins     | Jonas Bösiger                | -                 | -                  |
| 2021 | -                      | Aaron March            | Marcus Kleveland     | Aaron March (2)        | Roland Fischnaller       | Alessandro Hämmerle (3) | Yūto Totsuka (3)        | Marcus Kleveland  | Max Parrot (3)               | -                 | -                  |
| 2020 | -                      | Roland Fischnaller     | Scotty James         | Andreas Prommegger     | Roland Fischnaller       | Alessandro Hämmerle     | Scotty James (3)        | Ruki Tobita       | Chris Corning (2)            | -                 | -                  |
| 2019 | -                      | Andrej Sobolev         | Chris Corning (2)    | Stefan Baumeister      | Tim Mastnak              | Alessandro Hämmerle     | Yūto Totsuka            | Chris Corning (3) | Takeru Ōtsuka                | -                 | -                  |
| 2018 | -                      | Nevin Galmarini        | Chris Corning        | Roland Fischnaller (3) | Nevin Galmarini          | Pierre Vaultier (6)     | Yūto Totsuka            | Chris Corning     | Chris Corning                | -                 | -                  |
| 2017 | -                      | Andreas Prommegger (3) | Mark McMorris        | Aaron March            | Radoslav Jankov          | Pierre Vaultier         | Scotty James            | Redmond Gerard    | Mark McMorris Max Parrot     | -                 | -                  |
| 2016 | -                      | Radoslav Jankov        | Ryō Aono             | Roland Fischnaller     | Andrej Sobolev           | Pierre Vaultier         | Ryō Aono (3)            | Chris Corning     | Max Parrot                   | -                 | -                  |
| 2015 | -                      | Žan Košir              | Janne Korpi (3)      | Žan Košir              | Žan Košir                | Lucas Eguibar           | Taylor Gold Zhang Yiwei | Janne Korpi       | Darcy Sharpe Seppe Smits (2) | -                 | -                  |
| 2014 | -                      | Lukas Mathies          | Måns Hedberg         | Sylvain Dufour         | Lukas Mathies            | Omar Visintin           | Scotty James            | Måns Hedberg      | Petja Piiroinen              | -                 | -                  |
| 2013 | -                      | Andreas Prommegger     | Janne Korpi          | Roland Fischnaller     | Andreas Prommegger       | Alex Pullin (2)         | Scotty Lago             | Yūki Kadono       | Seppe Smits                  | -                 | -                  |
| 2012 | -                      | Andreas Prommegger     | Janne Korpi          | -                      | -                        | Pierre Vaultier         | Janne Korpi             | Dimi de Jong      | Janne Korpi                  | -                 | -                  |
| 2011 | Benjamin Karl (3)      | Benjamin Karl          | Nathan Johnstone     | -                      | -                        | Alex Pullin             | Nathan Johnstone        | -                 | Clemens Schattschneider      | -                 | -                  |
| 2010 | Benjamin Karl          | Benjamin Karl          | -                    | -                      | -                        | Pierre Vaultier         | Justin Lamoureux        | -                 | Stefan Gimpl (4)             | -                 | -                  |
| 2009 | Siegfried Grabner      | Siegfried Grabner (2)  | -                    | -                      | -                        | Markus Schairer         | Ryō Aono                | -                 | Stefan Gimpl                 | -                 | -                  |
| 2008 | Benjamin Karl          | Benjamin Karl          | -                    | -                      | -                        | Pierre Vaultier         | Jurij Podladčikov       | -                 | Stefan Gimpl                 | -                 | -                  |
| 2007 | Simon Schoch (2)       | Simon Schoch (2)       | -                    | -                      | -                        | Drew Neilson            | Ryō Aono                | -                 | Peetu Piiroinen              | -                 | -                  |
| 2006 | Simon Schoch           | Simon Schoch           | -                    | -                      | -                        | Jasey Jay Anderson (2)  | Jan Michaelis (2)       | -                 | Stefan Gimpl                 | -                 | -                  |
| 2005 | -                      | Philipp Schoch         | -                    | -                      | -                        | Xavier De Le Rue (3)    | Mathieu Crepél          | -                 | Jukka Erätuli (3)            | -                 | -                  |
| 2004 | Jasey Jay Anderson (4) | Siegfried Grabner      | -                    | -                      | -                        | Xavier De Le Rue        | Risto Mattila           | -                 | Simon Ax                     | -                 | -                  |
| 2003 | Jasey Jay Anderson     | Mathieu Bozzetto (3)   | -                    | -                      | -                        | Xavier De Le Rue        | Xaver Hoffmann          | -                 | Jukka Erätuli                | -                 | -                  |
| 2002 | Jasey Jay Anderson     | Mathieu Bozzetto       | -                    | Mathieu Bozzetto (2)   | Dejan Košir              | Jasey Jay Anderson      | Jan Michaelis           | -                 | Jukka Erätuli                | Dejan Košir       | -                  |
| 2001 | Jasey Jay Anderson     | -                      | -                    | Mathieu Bozzetto       | -                        | Pontus Ståhlkloo (2)    | Magnus Sterner          | -                 | -                            | Walter Feichter   | -                  |
| 2000 | Mathieu Bozzetto (2)   | Mathieu Bozzetto       | -                    | -                      | Mathieu Bozzetto         | Pontus Ståhlkloo        | Thomas Johansson        | -                 | -                            | Mathieu Bozzetto  | -                  |
| 1999 | Mathieu Bozzetto       | -                      | -                    | -                      | -                        | Sylvain Duclos          | Ross Powers (2)         | -                 | -                            | Stefan Kaltschütz | Mathieu Bozzetto   |
| 1998 | Alexander Koller       | -                      | -                    | -                      | -                        | Alexander Koller        | Fredrik Sterner         | -                 | -                            | Nicolas Conte     | Richard Rikardsson |
| 1997 | Harald Walder          | -                      | -                    | -                      | -                        | Elmar Messner           | Jonas Gunnarsson        | -                 | -                            | Peter Pechhacker  | Karl Frenademez    |
| 1996 | Mike Jacoby            | -                      | -                    | -                      | -                        | -                       | Ross Powers             | -                 | -                            | Mike Jacoby (2)   | Peter Pichler (2)  |
| 1995 | -                      | Mike Jacoby            | -                    | -                      | -                        | -                       | Lael Gregory            | -                 | -                            | Mike Jacoby       | Peter Pichler      |

## Donne
| Anno | Generale             | Generale parallelo             | Generale freestyle  | Slalom parallelo           | Slalom gigante parallelo       | Snowboard cross        | Halfpipe               | Slopestyle           | Big air                         | Slalom gigante          | Slalom          |
| ---- | -------------------- | ------------------------------ | ------------------- | -------------------------- | ------------------------------ | ---------------------- | ---------------------- | -------------------- | ------------------------------- | ----------------------- | --------------- |
| 2025 | -                    | Tsubaki Miki                   | Mia Brookes         | Tsubaki Miki               | Tsubaki Miki                   | Léa Casta              | Maddie Mastro          | Zoi Sadowski-Synnott | Mia Brookes (2)                 | -                       | -               |
| 2024 | -                    | Ramona Theresia Hofmeister (4) | Kokomo Murase (2)   | Ramona Theresia Hofmeister | Ramona Theresia Hofmeister (5) | Chloé Trespeuch        | Mitsuki Ono (2)        | Kokomo Murase (2)    | Mia Brookes                     | -                       | -               |
| 2023 | -                    | Julie Zogg (2)                 | Mitsuki Ono         | Julie Zogg (6)             | Ramona Theresia Hofmeister     | Charlotte Bankes (2)   | Mitsuki Ono            | Julia Marino         | Reira Iwabuchi (3)              | -                       | -               |
| 2022 | -                    | Ramona Theresia Hofmeister     | Kokomo Murase       | Julie Zogg                 | Ramona Theresia Hofmeister     | Charlotte Bankes       | Cai Xuetong (7)        | Kokomo Murase        | Anna Gasser (3)                 | -                       | -               |
| 2021 | -                    | Ramona Theresia Hofmeister     | Anna Gasser (2)     | Julie Zogg                 | Ramona Theresia Hofmeister     | Eva Samková (3)        | Chloe Kim (3)          | Anna Gasser          | Zoi Sadowski-Synnott            | -                       | -               |
| 2020 | -                    | Ramona Theresia Hofmeister     | Cai Xuetong (3)     | Julie Zogg                 | Ramona Theresia Hofmeister     | Michela Moioli (3)     | Cai Xuetong            | Katie Ormerod        | Reira Iwabuchi                  | -                       | -               |
| 2019 | -                    | Ester Ledecká (4)              | Miyabi Onitsuka (2) | Julie Zogg                 | Ester Ledecká (3)              | Eva Samková            | Cai Xuetong            | Miyabi Onitsuka      | Reira Iwabuchi                  | -                       | -               |
| 2018 | -                    | Ester Ledecká                  | Miyabi Onitsuka     | Ekaterina Tudegeševa       | Ester Ledecká                  | Michela Moioli         | Chloe Kim              | Sof'ja Fëdorova      | Anna Gasser                     | -                       | -               |
| 2017 | -                    | Ester Ledecká                  | Anna Gasser         | Daniela Ulbing             | Alëna Zavarzina                | Eva Samková            | Chloe Kim              | Jamie Anderson (2)   | Anna Gasser                     | -                       | -               |
| 2016 | -                    | Ester Ledecká                  | Jamie Anderson      | Patrizia Kummer (3)        | Ester Ledecká                  | Michela Moioli         | Cai Xuetong            | Jamie Anderson       | Jamie Anderson Julia Marino     | -                       | -               |
| 2015 | -                    | Julie Zogg                     | Cheryl Maas         | Julie Zogg                 | Marion Kreiner (2)             | Nelly Moenne-Loccoz    | Kelly Clark (3)        | Cheryl Maas          | Cheryl Maas                     | -                       | -               |
| 2014 | -                    | Patrizia Kummer (3)            | Šárka Pančochová    | Patrizia Kummer            | Patrizia Kummer                | Dominique Maltais (5)  | Kelly Clark            | Šárka Pančochová     | -                               | -                       | -               |
| 2013 | -                    | Patrizia Kummer                | Kelly Clark         | Patrizia Kummer            | Marion Kreiner                 | Dominique Maltais      | Kelly Clark            | Kjersti Buaas        | -                               | -                       | -               |
| 2012 | -                    | Patrizia Kummer                | Cai Xuetong         | -                          | -                              | Dominique Maltais      | Cai Xuetong            | Charlotte van Gils   | -                               | -                       | -               |
| 2011 | Ekaterina Tudegeševa | Ekaterina Tudegeševa           | Cai Xuetong         | -                          | -                              | Dominique Maltais      | Cai Xuetong            | -                    | Katarzyna Rusin Allyson Carroll | -                       | -               |
| 2010 | Maëlle Ricker        | Nicolien Sauerbreij (2)        | -                   | -                          | -                              | Maëlle Ricker (2)      | Cai Xuetong            | -                    | -                               | -                       | -               |
| 2009 | Doris Günther        | Amelie Kober                   | -                   | -                          | -                              | Lindsey Jacobellis (2) | Liu Jiayu              | -                    | -                               | -                       | -               |
| 2008 | Nicolien Sauerbreij  | Nicolien Sauerbreij            | -                   | -                          | -                              | Maëlle Ricker          | Manuela Pesko (4)      | -                    | -                               | -                       | -               |
| 2007 | Doresia Krings       | Doresia Krings                 | -                   | -                          | -                              | Lindsey Jacobellis     | Manuela Pesko          | -                    | -                               | -                       | -               |
| 2006 | Daniela Meuli        | Daniela Meuli (3)              | -                   | -                          | -                              | Dominique Maltais      | Manuela Pesko          | -                    | -                               | -                       | -               |
| 2005 | -                    | Daniela Meuli                  | -                   | -                          | -                              | Doresia Krings (2)     | Melo Imai              | -                    | -                               | -                       | -               |
| 2004 | Julie Pomagalski     | Daniela Meuli                  | -                   | -                          | -                              | Karine Ruby (4)        | Sōko Yamaoka           | -                    | -                               | -                       | -               |
| 2003 | Karine Ruby (6)      | Ursula Bruhin (2)              | -                   | -                          | -                              | Karine Ruby            | Manuela Pesko          | -                    | -                               | -                       | -               |
| 2002 | Karine Ruby          | Ursula Bruhin                  | -                   | Karine Ruby                | Isabelle Blanc (2)             | Doresia Krings         | Nicola Pederzolli      | -                    | -                               | Stefanie von Siebenthal | -               |
| 2001 | Karine Ruby          | -                              | -                   | Carmen Ranigler            | -                              | Karine Ruby            | Sabine Wehr-Hasler (2) | -                    | -                               | Karine Ruby (5)         | -               |
| 2000 | Manuela Riegler (2)  | Isabelle Blanc                 | -                   | -                          | Isabelle Blanc                 | Sandra Farmand         | Sabine Wehr-Hasler     | -                    | -                               | Margherita Parini (3)   | -               |
| 1999 | Manuela Riegler      | -                              | -                   | -                          | -                              | Ursula Fingerlos (2)   | Tricia Byrnes          | -                    | -                               | Margherita Parini       | Marion Posch    |
| 1998 | Karine Ruby          | -                              | -                   | -                          | -                              | Ursula Fingerlos       | Doriane Vidal          | -                    | -                               | Karine Ruby             | Karine Ruby (3) |
| 1997 | Karine Ruby          | -                              | -                   | -                          | -                              | Karine Ruby            | Tara Teigen            | -                    | -                               | Karine Ruby             | Karine Ruby     |
| 1996 | Karine Ruby          | -                              | -                   | -                          | -                              | -                      | Carolien van Kilsdonk  | -                    | -                               | Karine Ruby             | Karine Ruby     |
| 1995 | -                    | Marion Posch                   | -                   | -                          | -                              | -                      | Sabrina Sadeghi        | -                    | -                               | Karine Ruby             | Marcella Boerma |